# Cynégire
Cynégire est un Athénien, frère d'Eschyle. Après la bataille de Marathon, il poursuivit les vaisseaux des Perses, et en saisit un de la main droite ; cette main ayant été coupée, il saisit le vaisseau de la gauche, et celle-ci ayant eu le même sort, il s'accrocha, dit-on, au bâtiment avec les dents. Il mourut peu après. 

## Source
Cet article comprend des extraits du Dictionnaire Bouillet. Il est possible de supprimer cette indication, si le texte reflète le savoir actuel sur ce thème, si les sources sont citées, s'il satisfait aux exigences linguistiques actuelles et s'il ne contient pas de propos qui vont à l'encontre des règles de neutralité de Wikipédia. Les informations données sont peut-être désormais erronées ou incorrectes : vous pouvez partager vos connaissances en améliorant ou en modifiant cet article.